# Stazione di Potenza Centrale
Stazione di Potenza Centrale vasútállomás Olaszországban, Potenza településen.

## Vasútvonalak
Az állomást az alábbi vasútvonalak érintik:
- Salerno–Potenza-vasútvonal
- Potenza-Brindisi-vasútvonal
- Foggia-Potenza-vasútvonal

## Kapcsolódó állomások
A vasútállomáshoz az alábbi állomások vannak a legközelebb:
- Stazione di Tito
- Stazione di Potenza Università